# Prefectura de Kumamoto
La prefectura de Kumamoto (熊本県 Kumamoto-ken?) es una prefectura de Japón situada en la isla principal de Kyūshū.La prefectura de Kumamoto tiene una población de 1.748.134 habitantes (1 de junio de 2019) y una superficie geográfica de 7.409 km². La prefectura de Kumamoto limita al norte con la prefectura de Fukuoka, al noreste con la prefectura de Ōita, al sureste con la prefectura de Miyazaki y al sur con la prefectura de Kagoshima.
Kumamoto es la capital y la ciudad más grande de la prefectura de Kumamoto, con otras ciudades importantes como Yatsushiro, Amakusa y Tamana. La prefectura de Kumamoto está situada en el centro de Kyūshū, en la costa del mar de Ariake, frente a la prefectura de Nagasaki, con el continente separado del mar de la China Oriental por el archipiélago de Amakusa. En la prefectura de Kumamoto se encuentra el monte Aso, el mayor volcán activo de Japón y uno de los mayores del mundo, con su cima a 1.592 metros sobre el nivel del mar.

## Historia
Históricamente al área se llamaba la provincia de Higo y la provincia pasó a llamarse Kumamoto durante la Restauración Meiji. La creación de prefecturas formó parte de la abolición del sistema feudal. La actual ortografía japonesa de Kumamoto significa literalmente "raíz/origen del oso", u "origen del oso". Sin embargo, transcripciones fonéticas similares a Man'yōgana basadas en el kanji de "una bola, una esfera" (球 /ku/ ~ /kjū/) y "pulir, moler, cepillarse (los dientes)" (磨 /ma/) se utilizan para los nombres del río Kuma (球磨川) y el distrito de Kuma (球磨郡). El elemento Kuma también aparece en el antiguo Kumaso.
El 14 de abril de 2016 la prefectura fue azotada por un fuerte terremoto de 6.5 grados en la escala Richter, siendo la ciudad de Mashiki en las afueras de la ciudad de Kumamoto, la más afectada. El sismo provocó la muerte de 9 personas y dejó heridas a al menos 1000 personas. El 16 de abril de 2016 se presentó un segundo terremoto, en este caso de 7.3 grados en la escala Richter, se presentaron numerosas réplicas luego de los sismos y graves daños a estructuras modernas y tradicionales de la localidad.La catástrofe dejó 276 personas muertas.

## Geografía
La prefectura de Kumamoto esta en la parte central de la isla principal de Kyūshū, la isla más al sur de las 4 mayores islas de Japón. Colinda con el mar interior de Ariake y con el archipiélago de Amakusa por el oeste, con las prefecturas de Fukuoka y Ōita al norte, con la prefectura de Miyazaki al este, y al sur con la prefectura de Kagoshima.
El monte Aso (1592 m), es un extenso volcán muy activo al este de la Prefectura de Kumamoto. Este volcán tiene situada su caldera en el centro de Aso, siendo la más famosa de todo Japón.

### Ciudades
- Amakusa
- Arao
- Aso
- Hitoyoshi
- Kami-Amakusa
- Kikuchi
- Kōshi
- Kumamoto (capital)
  - Kita-ku
  - Nishi-ku
  - Chūō-ku
  - Higashi-ku
  - Minami-ku
- Minamata
- Tamana
- Uki
- Uto
- Yamaga
- Yatsushiro

### Distritos
- Amakusa
  - Amakusa
  - Ariake
  - Goshoura
  - Himedo
  - Itsuwa
  - Kawaura
  - Kuratake
  - Matsushima
  - Oyano
  - Reihoku
  - Ryugatake
  - Shinwa
  - Sumoto
- Ashikita
  - Ashikita
  - Tanoura
  - Tsunagi
- Aso
  - Aso
  - Choyo
  - Hakusui
  - Ichinomiya
  - Kugino
  - Minamioguni
  - Namino
  - Nishihara
  - Oguni
  - Soyo
  - Takamori
  - Ubuyama
- Kamimashiki
  - Kashima
  - Kosa
  - Mashiki
  - Mifune
  - Seiwa
  - Yabe
- Kamoto
  - Kahoku
  - Kamoto
  - Kao
  - Kikuka
  - Ueki
- Kikuchi
  - Kikuyo
  - Koshi
  - Kyokushi
  - Nishigoshi
  - Ozu
  - Shichijo
  - Shisui
- Kuma
  - Asagiri
  - Itsuki
  - Kuma
  - Mizukami
  - Nishiki
  - Sagara
  - Taragi
  - Yamae
  - Yunomae
- Shimomashiki
  - Chuo
  - Jonan
  - Matsubase
  - Ogawa
  - Tomiai
  - Tomochi
  - Toyono
- Tamana
  - Gyokuto
  - Kikusui
  - Mikawa
  - Nagasu
  - Nankan
  - Taimei
  - Tensui
  - Yokoshima
- Uto
  - Misumi
  - Shiranuhi
- Yatsushiro
  - Izumi
  - Kagami
  - Miyahara
  - Ryuhoku
  - Sakamoto
  - Toyo

## Economía
Kumamoto alberga la mayor planta de automóviles de la empresa Honda Motor Co., Ltd. A Comienzos del 2007, la factoría de Honda comenzará a producir paneles solares sin silicio para hogares y otras empresas con una capacidad proyectada bruta equivalente a poner paneles solares en 8000 casas por año.

### Turismo

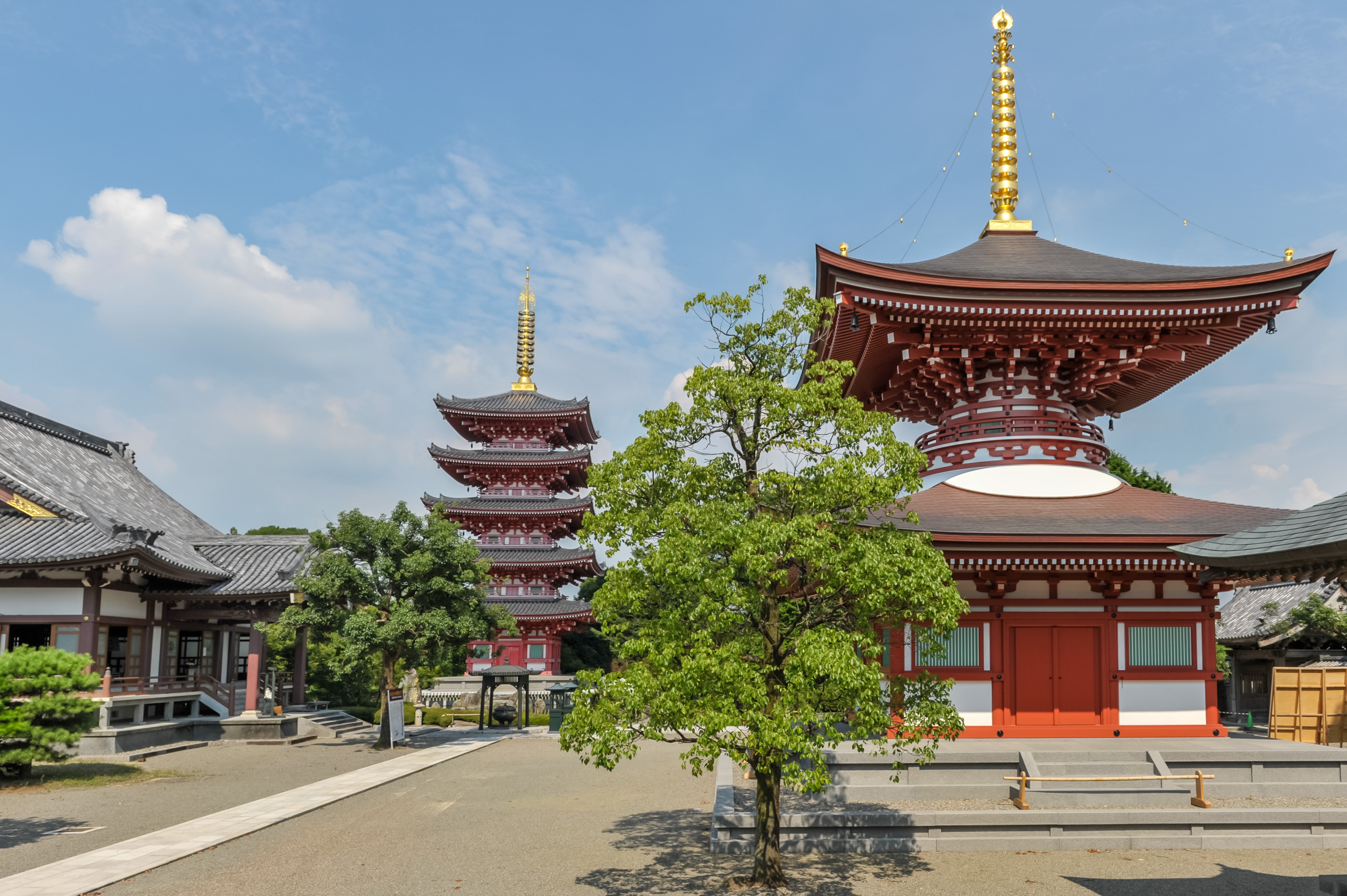
Renge-in Tanjō-ji

En la prefectura se encuentra el puente de Tsūjun, puente arqueado de piedra construidos en el siglo XIX. La cueva del Gato, es otro atractivo donde la entrada tienen forma de felino y por muchos años existió una roca que lo sostenía, tras el terremoto de 2016 está roca se derrumbó.

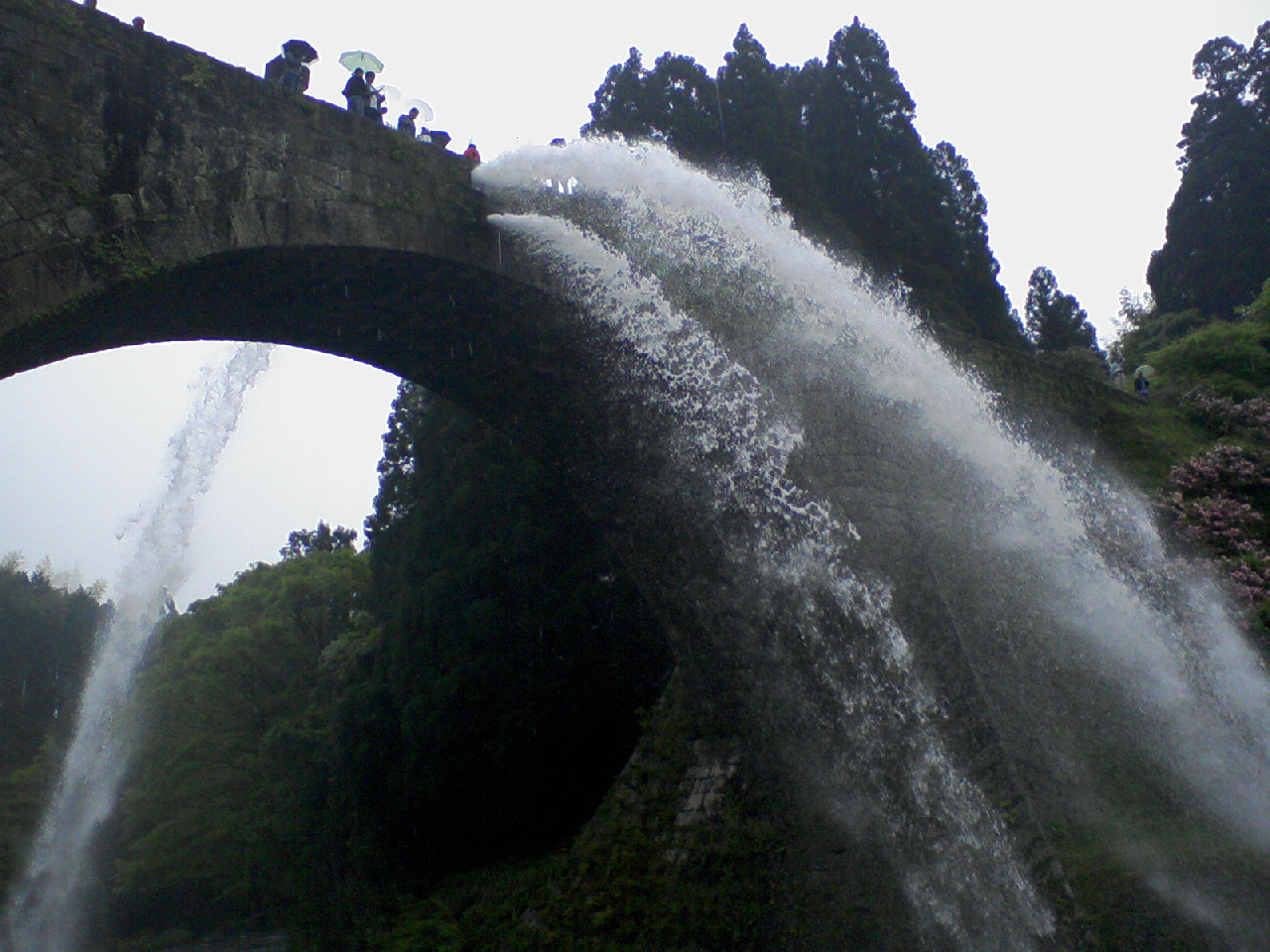
Puente de Tsujyun, representante de la atracción en Prefectura de Kumamoto

## Cultura
En la prefectura se hacen juguetes de madera llamados kijiuma.

## Aparición televisiva
En la serie de televisión Shin Chan, la madre del protagonista nació en esta región y los abuelos maternos viven en esta zona.

## Política
- Takashi Kimura (gobernador)